# Saint-Ciers-sur-Bonnieure
Pour les articles homonymes, voir Saint-Ciers.
Saint-Ciers-sur-Bonnieure est une commune du Sud-Ouest de la France, située dans le département de la Charente (région Nouvelle-Aquitaine).

## Géographie

### Localisation et accès
Saint-Ciers-sur-Bonnieure est une commune du Pays manslois située à 5,5 km à l'est de Mansle et 25 km au nord d'Angoulême.
Le bourg de Saint-Ciers est aussi à 3,5 km au nord-ouest de Saint-Angeau, 11 km au nord-est de Saint-Amant-de-Boixe, 16 km à l'ouest de Chasseneuil, 17 km au nord-ouest de La Rochefoucauld, 19 km au sud de Ruffec et 37 km au sud-ouest de Confolens.
La route principale est la D 6, route de Mansle à Saint-Angeau et La Rochefoucauld, qui traverse la commune d'est en ouest et dessert le bourg. La D 739, entre Mansle et Saint-Claud, borde la commune au nord.
La gare la plus proche est celle de Luxé, à 11 km, desservie par des TER à destination d'Angoulême, Poitiers et Bordeaux.

### Hameaux et lieux-dits
Les principaux hameaux de la commune sont Esnord à l'ouest, le Breuil et le Chênet à l'est.

### Communes limitrophes
|          | Mouton      | Saint-Front      |
| Puyréaux | Saint-Ciers |                  |
| Nanclars |             | Val-de-Bonnieure |

### Géologie et relief
Le sol de la commune est constitué de calcaire datant du Jurassique (Callovien au nord-est et Oxfordien). Les vallées de la Tardoire et de la Bonnieure sont occupées par des alluvions du quaternaire,,.
Le relief de la commune est celui d'un plateau d'une altitude moyenne de 100 m, traversé par les vallées de la Bonnieure et de la Tardoire qui s'y assemblent. Le point culminant est à une altitude de 122 m, situé près de la limite orientale de la commune au sud du Chênet. Le point le plus bas est à 60 m, situé sur la limite occidentale et la rive droite de la Bonnieure. Le bourg de Saint-Ciers, construit dans la vallée près du confluent, est à 72 m d'altitude.

### Hydrographie

#### Réseau hydrographique
La commune est située dans le bassin versant de la Charente au sein du Bassin Adour-Garonne. Elle est drainée par la Bonnieure, la Tardoire, et par un petit cours d'eau, qui constituent un réseau hydrographique de 12 km de longueur totale,.
La commune est située au confluent de la Tardoire et de la Bonnieure, affluent de la Charente. La Tardoire, qui traverse le karst de La Rochefoucauld, ne coule qu'en période de fortes eaux, et de nombreux gouffres jalonnent encore son cours sur la commune.
La Bonnieure était considérée jusqu'au XXe siècle comme un affluent de la Tardoire et non l'inverse comme maintenant.

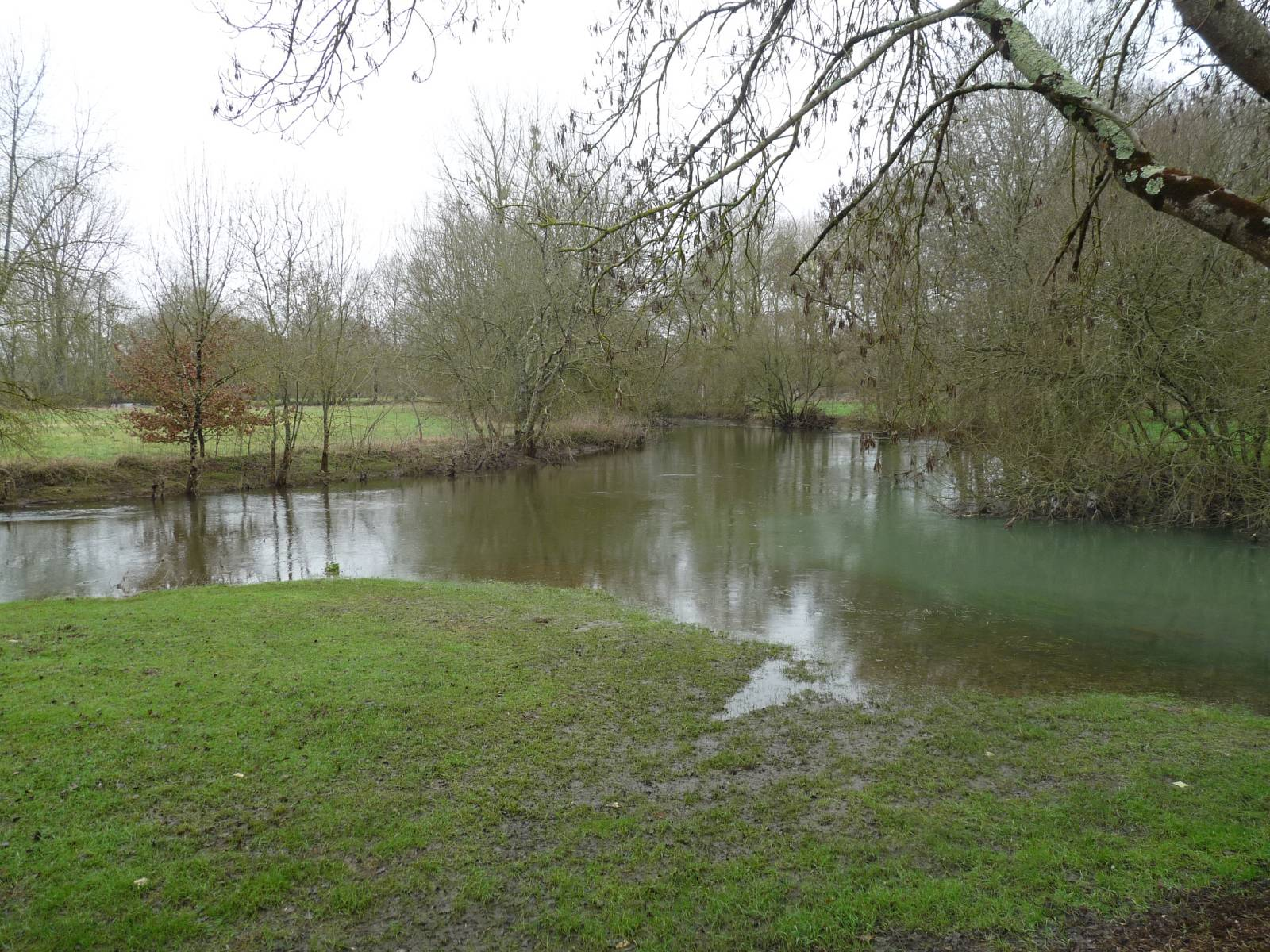
Le confluent de la Tardoire et de la Bonnieure en hiver.
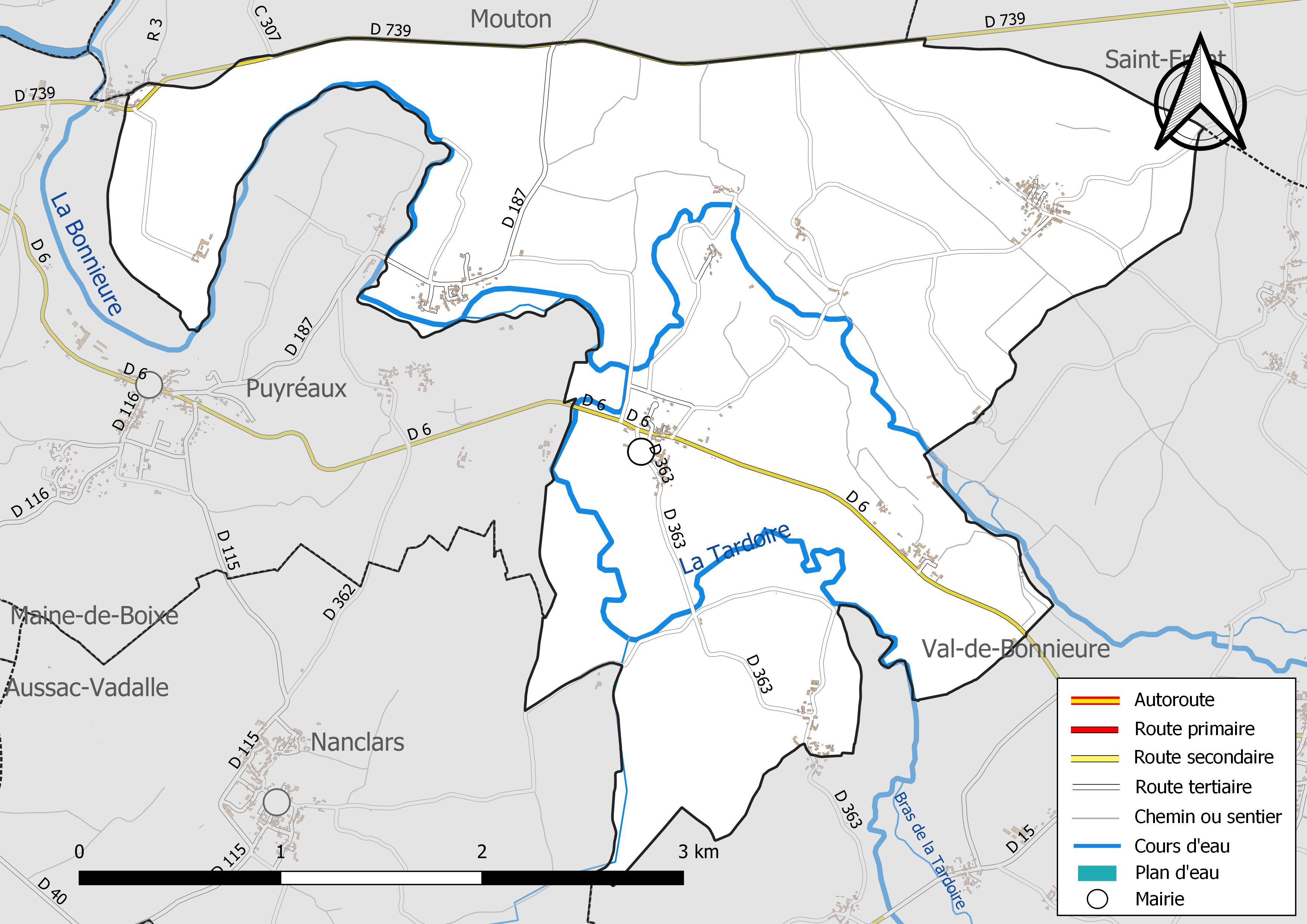
Réseaux hydrographique et routier de Saint-Ciers-sur-Bonnieure

#### Gestion des eaux
Le territoire communal est couvert par le schéma d'aménagement et de gestion des eaux (SAGE) « Charente ». Ce document de planification, dont le territoire correspond au bassin de la Charente, d'une superficie de 9 300 km2, a été approuvé le 19 novembre 2019. La structure porteuse de l'élaboration et de la mise en œuvre est l'établissement public territorial de bassin Charente. Il définit sur son territoire les objectifs généraux d’utilisation, de mise en valeur et de protection quantitative et qualitative des ressources en eau superficielle et souterraine, en respect des objectifs de qualité définis dans le troisième SDAGE  du Bassin Adour-Garonne qui couvre la période 2022-2027, approuvé le 10 mars 2022.

### Climat
Comme dans les trois quarts sud et ouest du département, le climat est océanique aquitain.

## Urbanisme

### Typologie
Au 1er janvier 2024, Saint-Ciers-sur-Bonnieure est catégorisée commune rurale à habitat dispersé, selon la nouvelle grille communale de densité à 7 niveaux définie par l'Insee en 2022.
Elle est située hors unité urbaine. Par ailleurs la commune fait partie de l'aire d'attraction d'Angoulême, dont elle est une commune de la couronne,. Cette aire, qui regroupe 94 communes, est catégorisée dans les aires de 50 000 à moins de 200 000 habitants,.

### Occupation des sols
L'occupation des sols de la commune, telle qu'elle ressort de la base de données européenne d’occupation biophysique des sols Corine Land Cover (CLC), est marquée par l'importance des territoires agricoles (87,3 % en 2018), une proportion sensiblement équivalente à celle de 1990 (86,7 %). La répartition détaillée en 2018 est la suivante : 
terres arables (62,4 %), prairies (18,4 %), forêts (12,7 %), zones agricoles hétérogènes (6,5 %). L'évolution de l’occupation des sols de la commune et de ses infrastructures peut être observée sur les différentes représentations cartographiques du territoire : la carte de Cassini (XVIIIe siècle), la carte d'état-major (1820-1866) et les cartes ou photos aériennes de l'IGN pour la période actuelle (1950 à aujourd'hui).

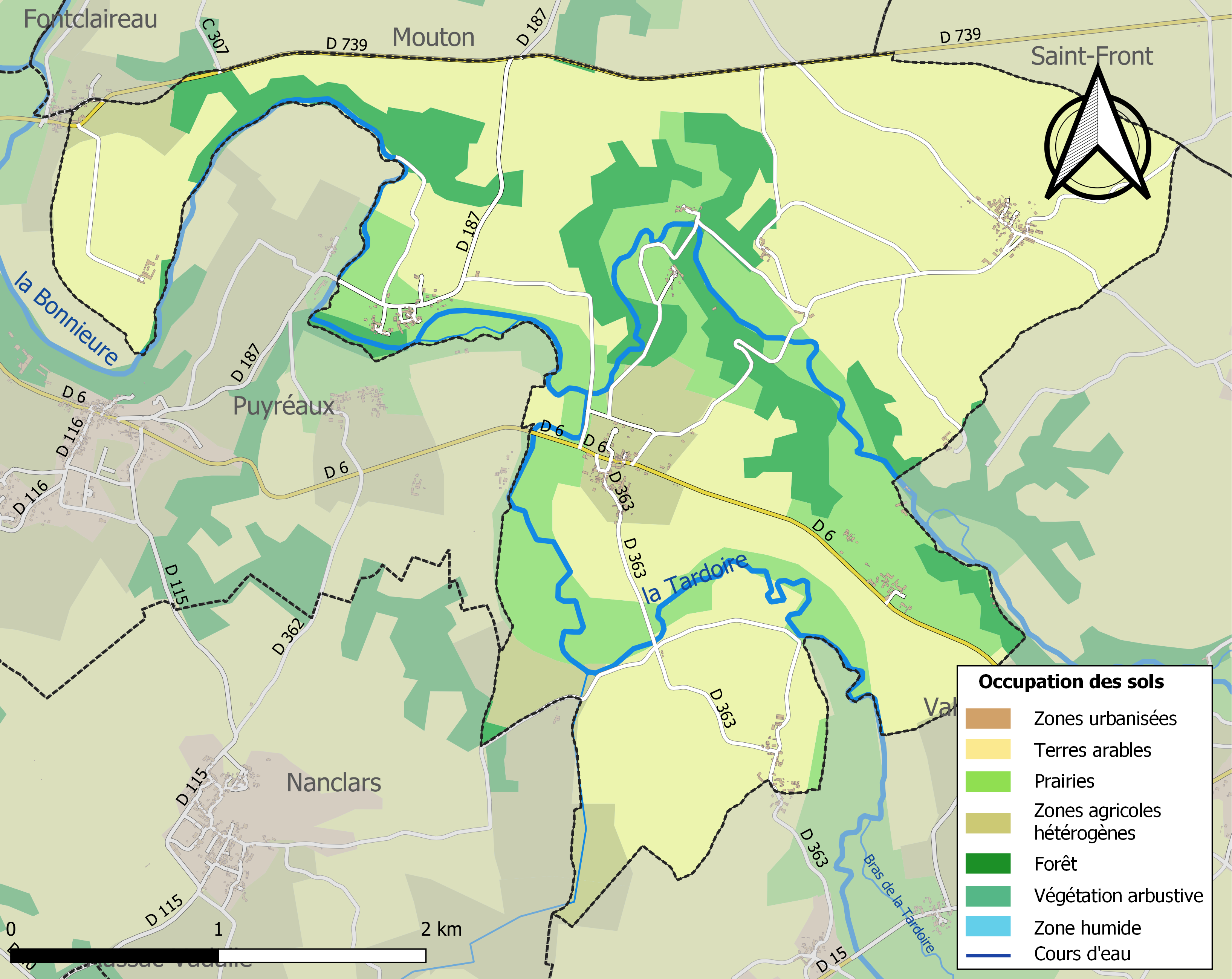
Carte des infrastructures et de l'occupation des sols de la commune en 2018 (CLC).

### Risques majeurs
Le territoire de la commune de Saint-Ciers-sur-Bonnieure est vulnérable à différents aléas naturels : météorologiques (tempête, orage, neige, grand froid, canicule ou sécheresse), inondations et séisme (sismicité modérée). Il est également exposé à un risque technologique, la rupture d'un barrage. Un site publié par le BRGM permet d'évaluer simplement et rapidement les risques d'un bien localisé soit par son adresse soit par le numéro de sa parcelle.

#### Risques naturels
Certaines parties du territoire communal sont susceptibles d’être affectées par le risque d’inondation par débordement de cours d'eau, notamment la Bonnieure et la Tardoire. La commune a été reconnue en état de catastrophe naturelle au titre des dommages causés par les inondations et coulées de boue survenues en 1982, 1983, 1993 et 1999,.

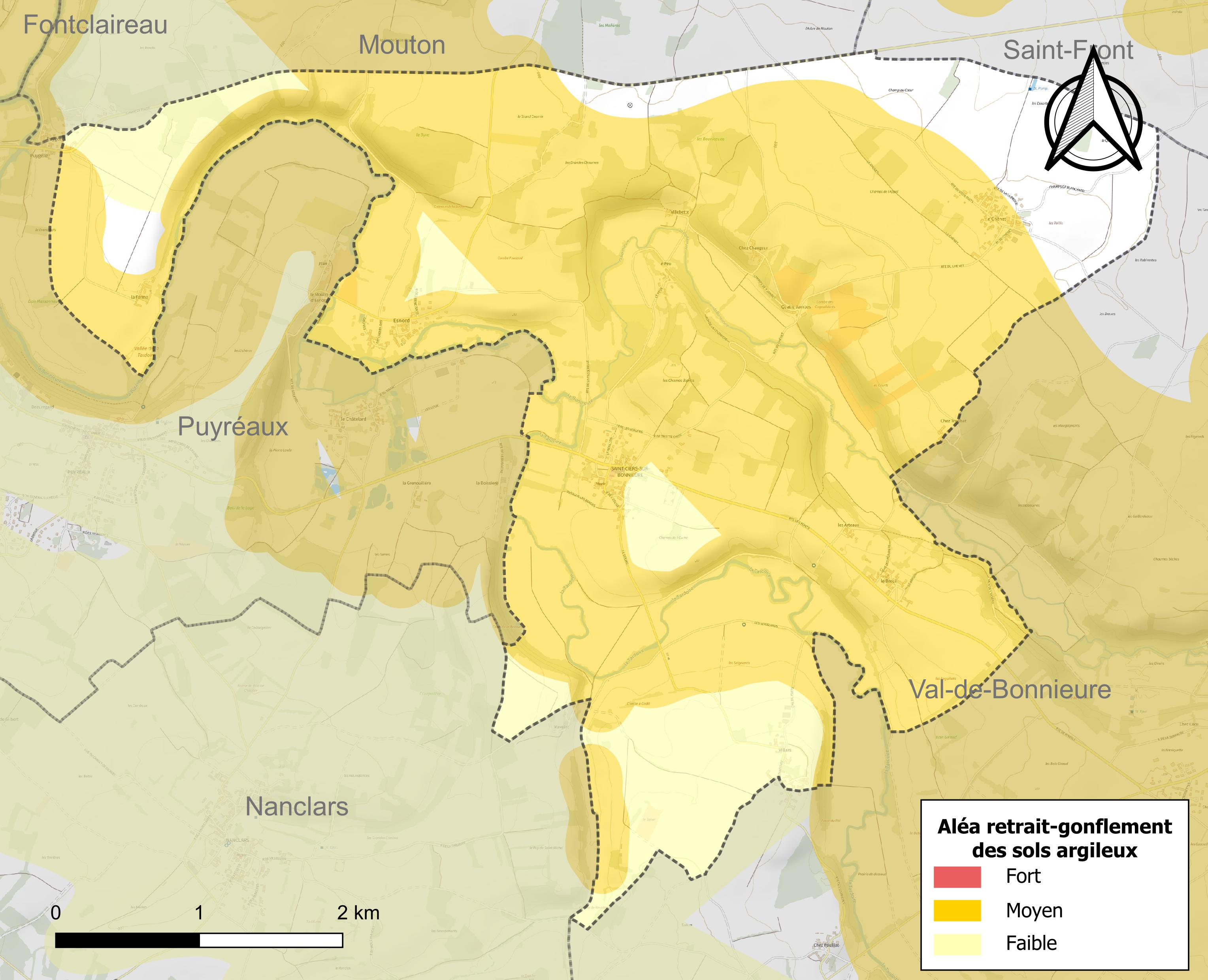
Carte des zones d'aléa retrait-gonflement des sols argileux de Saint-Ciers-sur-Bonnieure.

Le retrait-gonflement des sols argileux est susceptible d'engendrer des dommages importants aux bâtiments en cas d’alternance de périodes de sécheresse et de pluie. 77,5 % de la superficie communale est en aléa moyen ou fort (67,4 % au niveau départemental et 48,5 % au niveau national). Sur les 179 bâtiments dénombrés sur la commune en 2019,  149 sont en aléa moyen ou fort, soit 83 %, à comparer aux 81 % au niveau départemental et 54 % au niveau national. Une cartographie de l'exposition du territoire national au retrait gonflement des sols argileux est disponible sur le site du BRGM,.
Par ailleurs, afin de mieux appréhender le risque d’affaissement de terrain, l'inventaire national des cavités souterraines permet de localiser celles situées sur la commune.
Concernant les mouvements de terrains, la commune a été reconnue en état de catastrophe naturelle au titre des dommages causés par des mouvements de terrain en 1999.

#### Risques technologiques
La commune est en outre située en aval du barrage de Mas Chaban, un ouvrage de classe A. À ce titre elle est susceptible d’être touchée par l’onde de submersion consécutive à la rupture de cet ouvrage.

## Toponymie

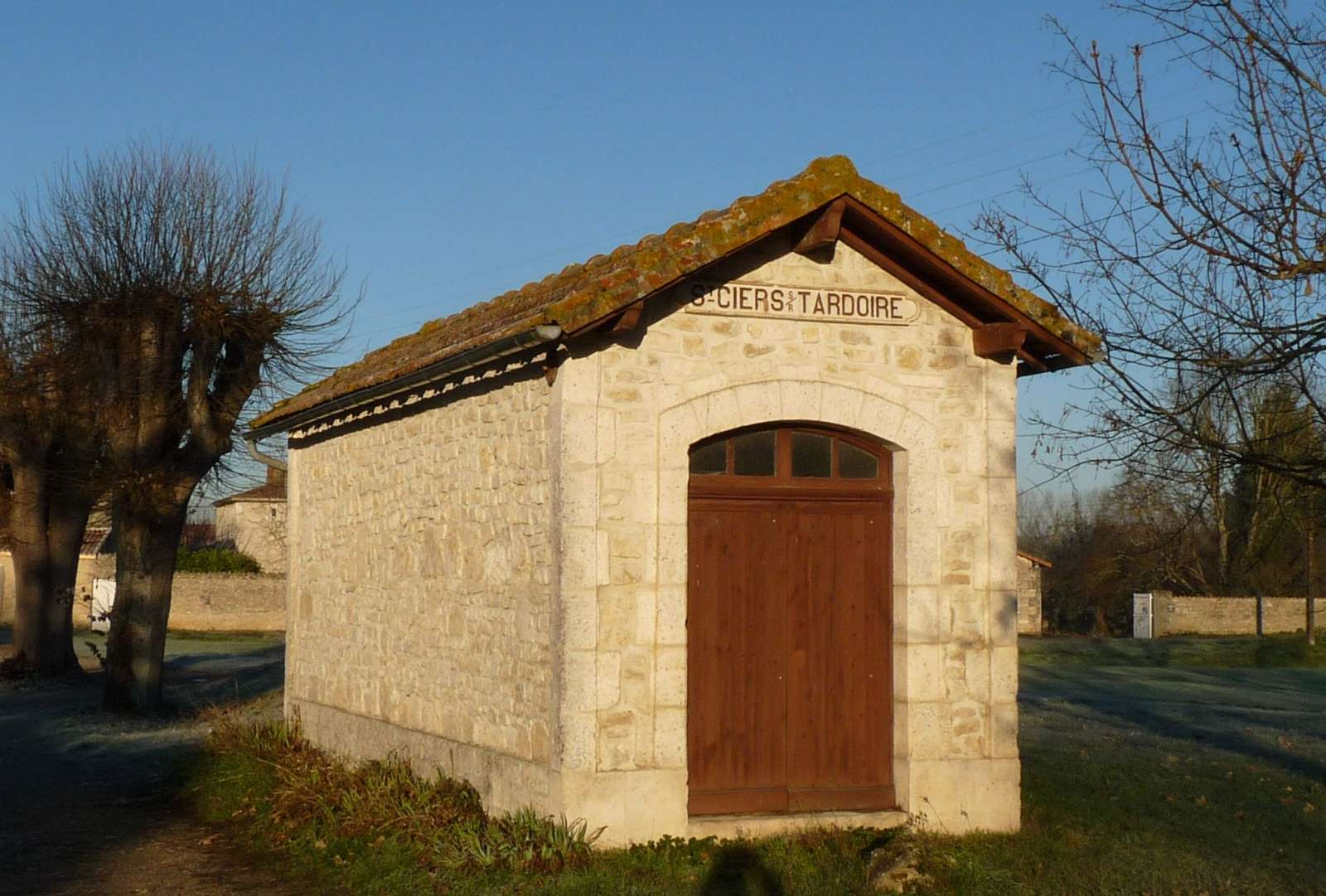
Ancienne gare de Saint-Ciers-sur-Tardoire.

Sanctus Ciricus 1147 (Cart. égl. Ang.). Cyricus ou Quiricus, martyr en Cilicie, 305. (Jean Talbert, 1928) V. Biblio.; Epoque révolutionnaire.: Basse Tardoire (fructidor an II) Val Charente
Une forme ancienne en latin est Sanctus Ciricus en 1147.
Le nom de Saint-Ciers provient de saint Cyr, martyr en Cilicie en 305. Son nom en latin Cyricus ou Quiricus est parfois orthographié Cirq ou Saint-Ciers  comme ici dans la région.
Pendant la Révolution, la commune s'est appelée provisoirement Basse-Tardoire, en fructidor an 2.
Elle s'est appelée jusqu'à assez récemment Saint-Ciers-sur-Tardoire, car la Bonnieure était considérée comme un affluent de la Tardoire et non l'inverse comme maintenant. Toutefois, en 1912, Martin-Buchey considère déjà que Saint-Ciers est traversée par la Bonnieure, dans laquelle la Tardoire se jette. Le nom est orthographié Saint-Ciers sur la carte de Cassini et Saint-Cier sur la carte d'état-major. Créée Saint-Ciers en 1793, elle est devenue Saint-Ciers-sur-Bonnieure en 1962.

## Histoire
L'ancienne voie romaine de Chassenon à La Terne limite la commune au nord.
Les vestiges de l'antiquité attestent de l'ancienneté de l'occupation. Aux Grouges près d'un dolmen, un lot de céramiques datant du premier âge du fer a été trouvé.
Le « Luc d'Énord », face au Châtelard, pourrait correspondre à un ancien sanctuaire. Une chapelle médiévale existait à cet emplacement au XIe siècle. Des fragments de mosaïques y ont aussi été trouvés ; un de ceux-ci est au musée archéologique d'Angoulême.
L'église de Saint-Ciers était le siège d'un archiprêtré qui datait du XIIe siècle et qui est devenu à la fin du Moyen Âge le plus vaste de l'Angoumois avec 34 paroisses.
Les plus anciens registres paroissiaux remontent à 1692.
L'ancien logis de Saint-Ciers dont on voit encore des vestiges était le siège d'un fief qui appartenait du début du XVe siècle à la seconde moitié du XVIe siècle à la famille de Romagne. Il fut ensuite la propriété de Roch Benoît, conseiller au présidial d'Angoulême. Puis il a appartenu au XVIIIe siècle à la famille Salomon.
Chez Changeur, l'entrée d'un souterrain-refuge est bouchée.
Pendant la première moitié du XXe siècle, la commune était desservie par la petite ligne ferroviaire d'intérêt local à voie métrique des Chemins de fer économiques des Charentes allant de Saint-Angeau à Segonzac, et qui passait par Mansle et Rouillac. La commune y possédait une station.
À cette même époque, de nombreux troupeaux d'oies étaient élevés au bourg de Saint-Ciers et à Esnord. L'important vignoble avait été remplacé par l'agriculture céréalière à cause des ravages du phylloxéra. L'industrie était représentée par deux moulins : celui de l'Oiseau et celui de Patary. Il y avait des carrières en activité Chez Troubat avant le début du XXe siècle.

## Administration
| Période                                  | Période  | Identité          | Étiquette | Qualité              |
| ---------------------------------------- | -------- | ----------------- | --------- | -------------------- |
| Les données manquantes sont à compléter. |          |                   |           |                      |
| 2001                                     | 2014     | Chantal Parthenay | SE        | Exploitante agricole |
| 2014                                     | 2020     | Jean-Pierre Colin | SE        | Retraité             |
| 2020                                     | En cours | Anne Teillet      | SE        | Cadre industrie      |

## Démographie

### Évolution démographique
L'évolution du nombre d'habitants est connue à travers les recensements de la population effectués dans la commune depuis 1793. Pour les communes de moins de 10 000 habitants, une enquête de recensement portant sur toute la population est réalisée tous les cinq ans, les populations de référence des années intermédiaires étant quant à elles estimées par interpolation ou extrapolation. Pour la commune, le premier recensement exhaustif entrant dans le cadre du nouveau dispositif a été réalisé en 2006.

En 2022, la commune comptait 313 habitants, en évolution de −6,57 % par rapport à 2016 (Charente : −0,48 %, France hors Mayotte : +2,11 %).
| 1793 | 1800 | 1806 | 1821 | 1831 | 1841 | 1846 | 1851 | 1856 |
| ---- | ---- | ---- | ---- | ---- | ---- | ---- | ---- | ---- |
| 498  | 537  | 566  | 703  | 675  | 702  | 703  | 663  | 701  |

| 1861 | 1866 | 1872 | 1876 | 1881 | 1886 | 1891 | 1896 | 1901 |
| ---- | ---- | ---- | ---- | ---- | ---- | ---- | ---- | ---- |
| 704  | 678  | 614  | 547  | 538  | 577  | 549  | 479  | 444  |

| 1906 | 1911 | 1921 | 1926 | 1931 | 1936 | 1946 | 1954 | 1962 |
| ---- | ---- | ---- | ---- | ---- | ---- | ---- | ---- | ---- |
| 457  | 436  | 387  | 381  | 378  | 345  | 296  | 279  | 271  |

| 1968 | 1975 | 1982 | 1990 | 1999 | 2006 | 2011 | 2016 | 2021 |
| ---- | ---- | ---- | ---- | ---- | ---- | ---- | ---- | ---- |
| 271  | 264  | 256  | 240  | 256  | 288  | 302  | 335  | 320  |

| 2022 | - | - | - | - | - | - | - | - |
| ---- | - | - | - | - | - | - | - | - |
| 313  | - | - | - | - | - | - | - | - |

### Pyramide des âges
La population de la commune est relativement jeune.
En 2018, le taux de personnes d'un âge inférieur à 30 ans s'élève à 35,1 %, soit au-dessus de la moyenne départementale (30,2 %). À l'inverse, le taux de personnes d'âge supérieur à 60 ans est de 26,7 % la même année, alors qu'il est de 32,3 % au niveau départemental.
En 2018, la commune comptait 170 hommes pour 163 femmes, soit un taux de 51,05 % d'hommes, largement supérieur au taux départemental (48,41 %).
Les pyramides des âges de la commune et du département s'établissent comme suit.
| Hommes | Classe d’âge | Femmes |
| ------ | ------------ | ------ |
| 1,8    | 90 ou +      | 0,6    |
| 6,5    | 75-89 ans    | 6,2    |
| 21,2   | 60-74 ans    | 17,2   |
| 19,9   | 45-59 ans    | 22,7   |
| 17,5   | 30-44 ans    | 16,4   |
| 14,6   | 15-29 ans    | 18,8   |
| 18,6   | 0-14 ans     | 18,1   |

| Hommes | Classe d’âge | Femmes |
| ------ | ------------ | ------ |
| 1      | 90 ou +      | 2,7    |
| 9,2    | 75-89 ans    | 12     |
| 20,6   | 60-74 ans    | 21,3   |
| 20,7   | 45-59 ans    | 20,3   |
| 16,8   | 30-44 ans    | 16     |
| 15,6   | 15-29 ans    | 13,4   |
| 16,1   | 0-14 ans     | 14,3   |

## Équipements, services et vie locale

### Enseignement

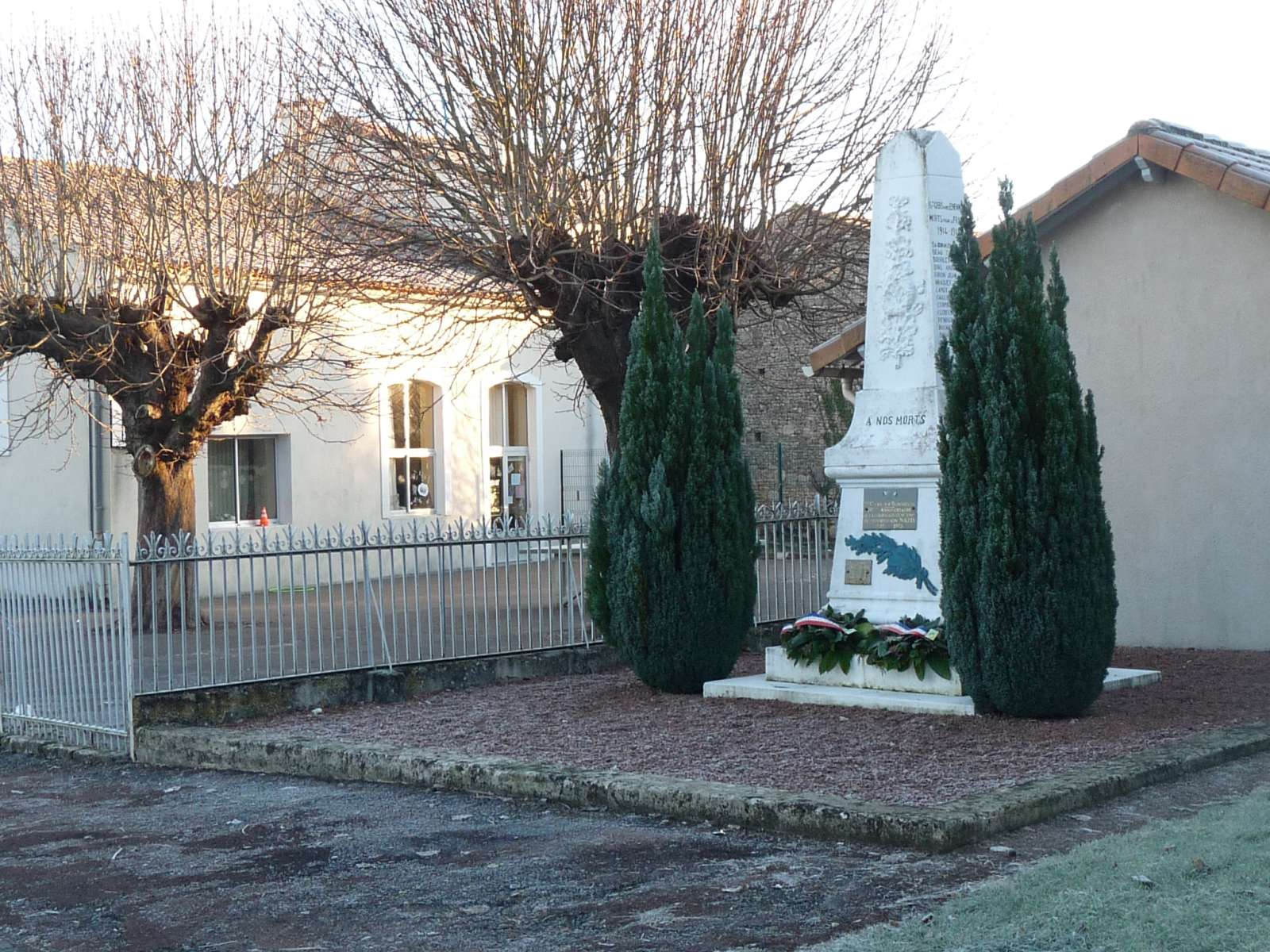
Le monument aux morts devant l'école.

L'école est un regroupement pédagogique intercommunal (RPI) entre Saint-Ciers et Puyréaux. Saint-Ciers accueille l'école élémentaire, avec deux classes, et Puyréaux l'école primaire. Le secteur du collège est Mansle.

## Lieux et monuments

### Patrimoine religieux

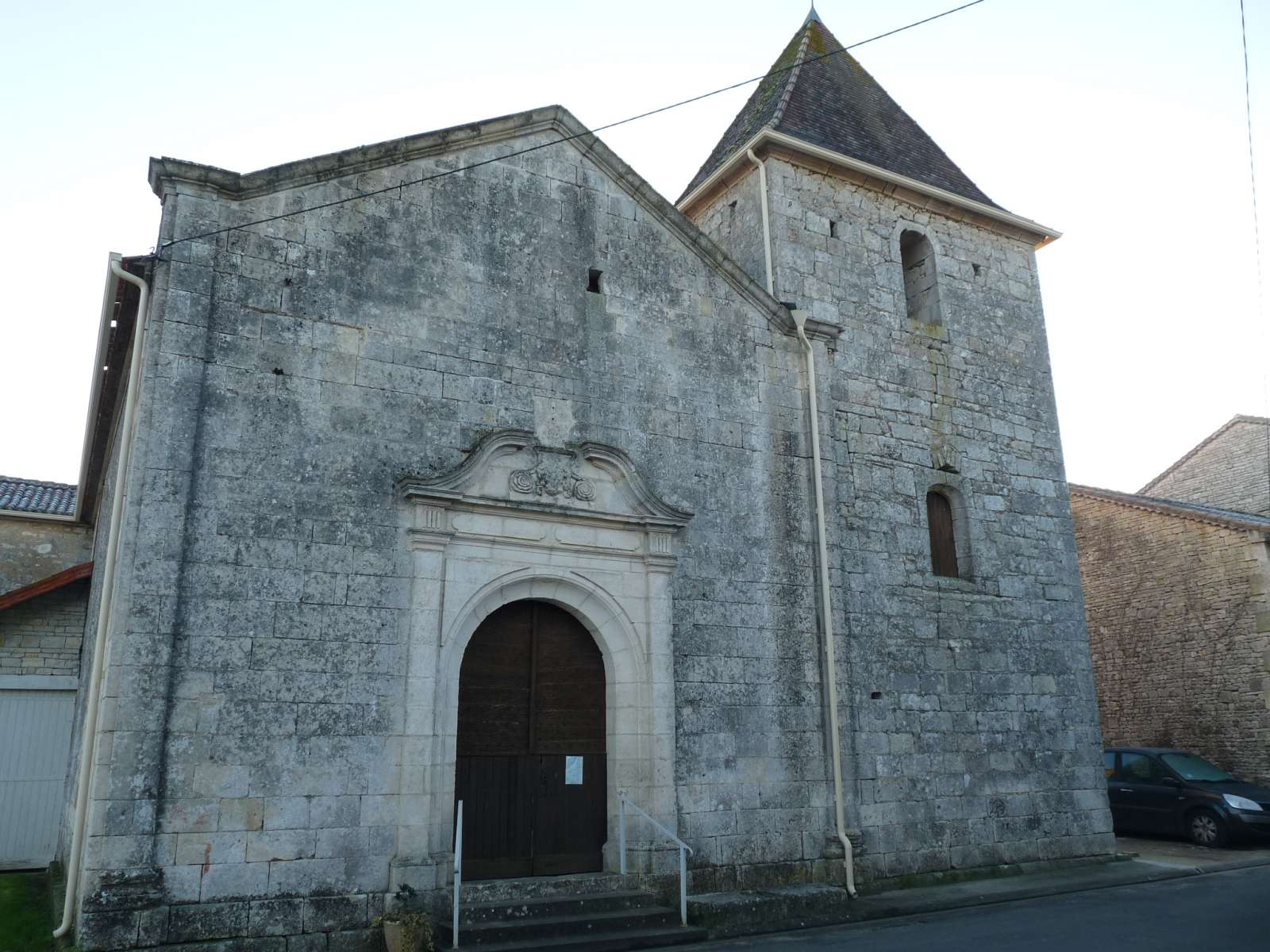
L'église Saint-Ciers.

L'église paroissiale Saint-Ciers était le siège d'un des 13 archiprêtrés de l'Angoumois. Sa cloche en bronze date de 1614, parrainée par le premier duc de La Rochefoucauld, François V, et elle est classée monument historique au titre objet depuis 1944.
L'édifice a été béni le 11 décembre 1749. Cette église du XVIIIe siècle a été construite aux frais de Jean Gervais, conseiller du roi, lieutenant criminel d'Angoumois et seigneur de Saint-Ciers, en remplacement de l'ancienne église paroissiale qui était en ruine (sise à côté du logis de Saint-Ciers)[réf. souhaitée].

### Patrimoine civil

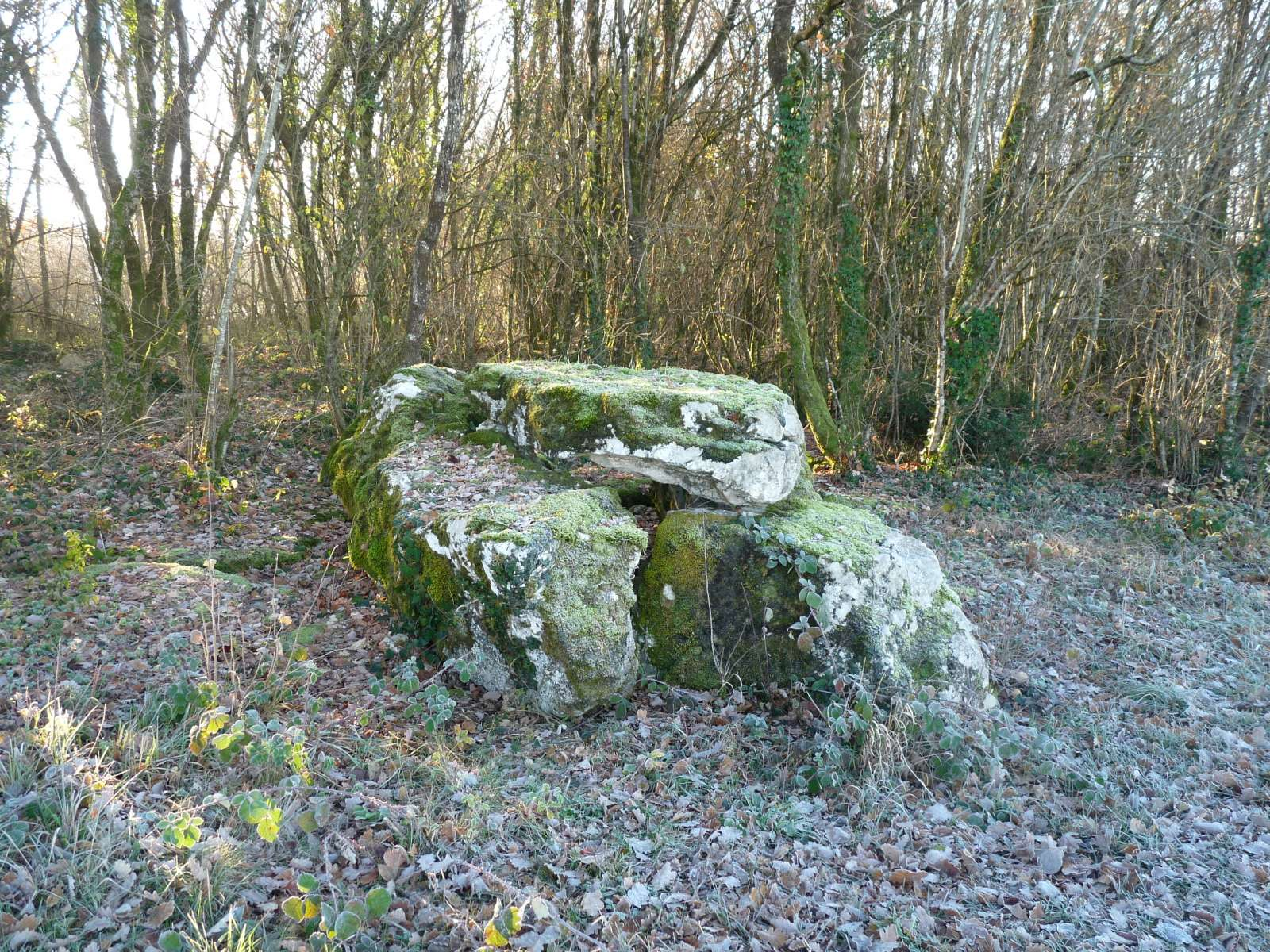
Le dolmen.

La commune possède un dolmen qui a fait l'objet d'une fouille avec restauration, en 1975, au lieu-dit la Pierre Levée, ou le Bois des Chailles, et à proximité de la voie romaine. Il existe un rapport de fouilles. Le dolmen est de type simple, sans tumulus. Il est inscrit monument historique depuis 2012, sous le nom de dolmen des Grouges.